# بیانیه حقوق کودک

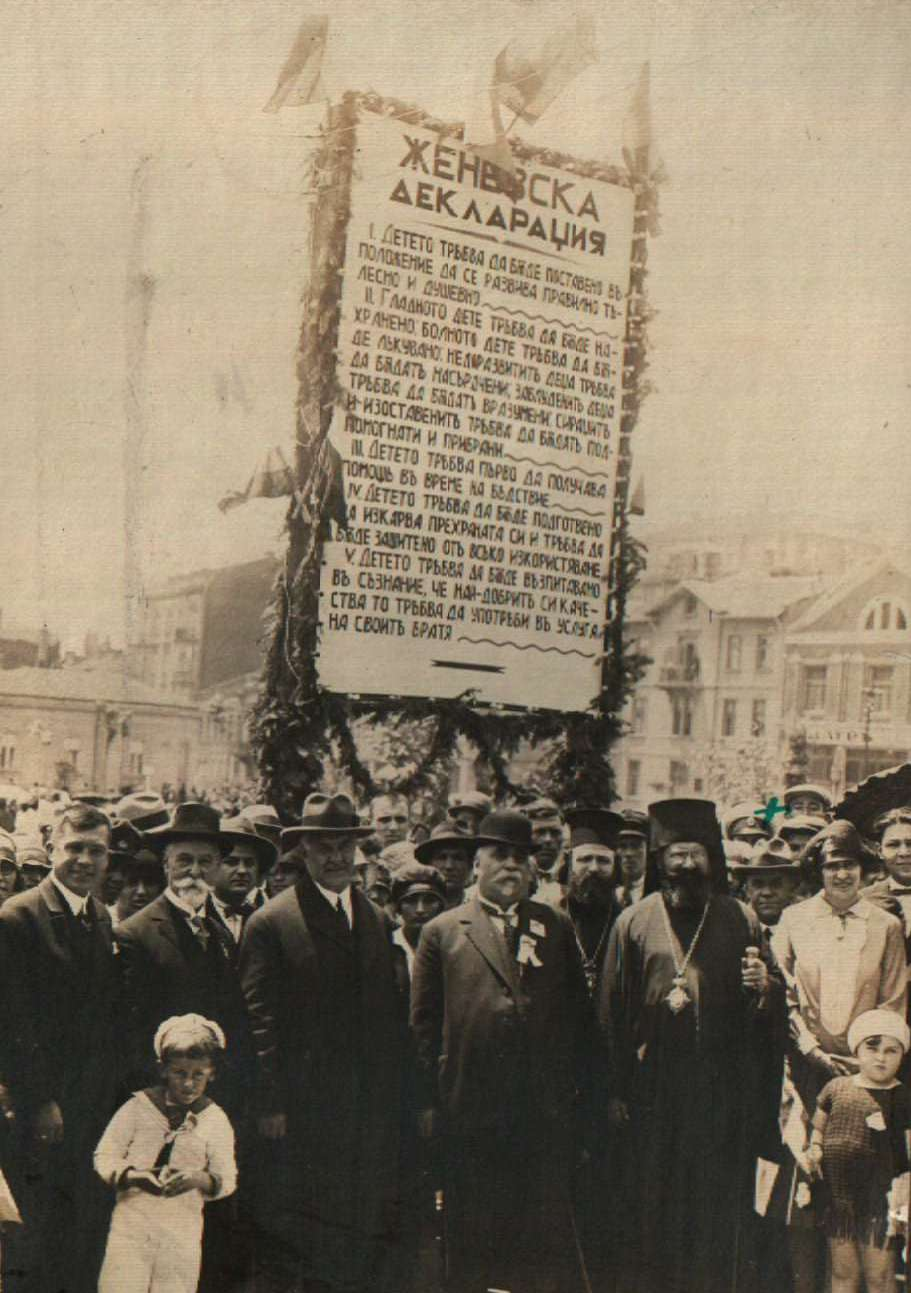
روز کودک در بلغارستان در سال ۱۹۲۸. متن روی پلاکارد بیانیهٔ ژنو است. در صف جلو آندری لیاپچف نخست‌وزیر و اسقف اعظم استفان صوفیه دیده می‌شوند.

بیانیهٔ حقوق کودک (انگلیسی: Declaration of the Rights of the Child) که بعضاً با عنوان بیانیهٔ ژنو حقوق کودک نامیده می‌شود یک سند بین‌المللی ارتقاء حقوق کودکان است که توسط اگلانتین جب، یک اصلاح‌طلب اجتماعی بریتانیایی قرن نوزدهم. مطرح شد و توسط جامعهٔ ملل در سال ۱۹۲۴ تصویب شد و فرم افزوده‌شدهٔ آن در سال ۱۹۵۹ م. به تصویب سازمان ملل رسید.

## بیانیهٔ حقوق کودک (۱۹۲۴)
متن سند توسط صندوق نجات کودکان در ۲۳ فوریهٔ ۱۹۲۳ در ژنو منتشر شده و به قرار زیر است:
1. موارد مورد نیاز کودک برای رشد نرمالش. چه فیزیکی و چه روحی، باید در اختیارش قرار بگیرد.
2. کودک گرسنه باید غذا داده شود، کودک بیمار باید پرستاری شود، کودک عقب‌افتاده باید کمک شود، کودک مجرم باید احیا شود، و یتیم و کودک رهاشده باید پناه داده شده و کمک شوند.
3. در زمان پریشانی کودک باید نخستین نفر در رسیدن به آسایش و آرامش باشد.
4. کودک باید در وضعیتی قرار گیرد که معیشتش تأمین باشد و باید در مقابل هر نوعی از استثمار محافظت شود.
5. کودک بایستی به این آگاهی رسانده شود که استعدادش بایستی در خدمت همنوعانش قرار گیرند.

این متن در ۲۶ نوامبر ۱۹۲۴ به عنوان منشور رفاه کودک به تأیید مجمع عمومی جامعهٔ ملل رسید، و نخستین سندی بود که توسط یک نهاد میان چند دولت تصویب شد. در سال ۱۹۳۴ متن به تأیید مجدد جامعهٔ ملل رسید. سران دولت‌ها و حکومت‌ها خواهان ترکیب اصول آن در قوانین داخلی شدند. در فرانسه حکم شد که این متن در تمامی مدارس به نمایش گذاشته شود.
سند اصلی که امضاء بسیاری از نمایندگی‌های بین‌المللی – شامل جب، یانوش کورچاک و گوستاو آدر رئیس‌جمهور پیشین فدراسیون سوئیس - در زیر آن است در بایگانی‌ای در شهر ژنو نگهداری می‌شود.

## تاریخچه
بعد از بررسی چند گزینه شامل طرح بیانیهٔ کاملاً نو، در سال ۱۹۴۶ سازمان ملل یک سند پیشرفته‌تری را به عنوان بیانیهٔ حقوق کودک مشخص کرد. دولت‌های مختلفی در پروسهٔ این طرح سهیم بودند. یک نسخهٔ کمی متفاوت از آن، با هفت ماده به‌جای پنج، در سال ۱۹۴۸ تصویب شد. سپس در سال ۱۹۵۹ مجمع  عمومی سازمان ملل یک بیانیهٔ حقوق کودک را بر اساس محتوای سند اصلی ۱۹۲۴ در ده اصل به تصویب رساند. یک قطعنامهٔ ضمیمه که توسط نمایندگی افغانستان پیشنهاد شد خواستار آن شد که دولت‌ها این حقوق را به رسمیت شناخته، برای پذیرش آن تلاش کنند و تا آنجا که ممکن است آن را منتشر کنند. این روز به عنوان روز جهانی کودک تصویب شد.
بیانیه در سال ۱۹۸۹ با پیمان‌نامهٔ حقوق کودک دنبال شد و توسط مجمع عمومی سازمان ملل متحد تصویب شد و در قطعنامهٔ ۲۵/۴۴ تاریخ ۲۰ نوامبر ۱۹۸۹ برای تصویب و پیوستن گذاشته شد و در دوم سپتامبر ۱۹۹۰ طبق مادهٔ ۴۹ وارد مرحلهٔ اجرایی شد.